# Komanija
Komanija – wieś w Słowenii, w gminie Dobrova-Polhov Gradec. W 2018 roku liczyła 81 mieszkańców.